# Isaac le pirate
Pour les articles homonymes, voir Pirate.
Isaac le Pirate est une série de bande dessinée d'aventure de Christophe Blain, colorisée par Walter et Yuka, dont les cinq volumes ont été publiés entre 1999 et 2005 par Dargaud.

## Synopsis
L'histoire se passe au XVIIIe siècle. Isaac est un jeune peintre désargenté. Vivant un amour parfait avec la jolie Alice, il rêve pourtant de voyages. Par une suite de hasard, il va devenir malgré lui le peintre officiel d'un grand pirate voulant immortaliser son voyage aux confins du monde connu. Craignant par-dessus tout de sombrer dans l'oubli, le mécène d'Isaac a décidé de devenir un grand explorateur. Ballotté dans cet univers brutal, Isaac se fait alors le témoin de cette aventure.

## Personnages
- Isaac Sofer : Jeune peintre juif (plus ou moins mécréant) et amant d'Alice. Il aimerait pouvoir vivre de son art et ainsi satisfaire Alice.
- Alice Jeannenet : Maîtresse d'Isaac. Elle devra attendre le retour de son bien-aimé, attente qui mettra son amour à rude épreuve.
- Henri Demelin : Chirurgien et amateur d'art.
- Philippe du Chemin Vert : Noble provincial installé à Paris. Il devient l'amant d'Alice en l'absence d'Isaac.
- Jean Mainbasse : Capitaine des pirates. Il dirige une expédition dans les mers du sud dans laquelle Isaac est embarqué malgré lui.
- Jacques Rançon : Charpentier de marine, pirate et ami d'Isaac. Sa vie n'est faite que de vols, de meurtres et de combats.
- Louis Le Bras : Charpentier de marine, pirate et matelot de Jacques.
- Olga : Amante d'Isaac.
- Monsieur Daillousse : Capitaine de marine.
- Monsieur Sofer : Père d'Isaac.
- Marinette : Servante de Monsieur Sofer..
- Dominique : Chef de la bande des voleurs à Paris.
- Agnès Jeannenet : Soeur d'Alice.
- Monsieur de Brissac : Marchand associé de Philippe.

## Série toujours inachevée
La série s'est arrêtée soudainement en 2005, bien que l'histoire ne soit pas terminée. Après une longue pause, Christophe Blain a cependant indiqué en 2017 qu'il avait l'intention de faire un nouvel album.

## Albums
- Isaac le pirate, Dargaud, coll. « Poisson pilote » :

1. Les Amériques, 2001[2]. Prix du meilleur album au festival d'Angoulême 2002.
2. Les Glaces, 2002.
3. Olga, 2002.
4. La Capitale, 2004.
5. Jacques, 2005.

## Récompenses
Isaac le pirate a suscité un fort engouement. Le tome 1, Les Amériques, a remporté le prix du meilleur album à Angoulême 2002 ainsi que le Prix des libraires de bande dessinée Canal BD 2002.